# Boborați, Pernik
Boborați (în bulgară Бобораци) este un sat în comuna Radomir, regiunea Pernik,  Bulgaria. 

## Demografie
Componența etnică a satului Boborați
     Bulgari (98,14%)
     Nicio identificare (1,85%)
     Altele (0%)
La recensământul din 2011, populația satului Boborați era de 108 locuitori. Din punct de vedere etnic, majoritatea locuitorilor (98,14%) erau bulgari. Pentru 1,85% din locuitori nu este cunoscută apartenența etnică.